# 17,5 mm
La pel·lícula cinematogràfica de 17,5 mm d'ample va aparèixer per primera vegada el 1898 de la mà de Birt Acres. Aquest fotògraf anglès va crear una càmera lleugera per tal de posar-la en mans d'un extens públic. Des d'aquest moment, van ser diversos els formats que es van presentar amb 17,5 mm d'ample. L'últim d'ells el Pathé Rural, proposat el 1926. L'amplada de 17,5 mm va sorgir de tallar longitudinalment la pel·lícula de 35 mm. Amb això s'aconseguia un equip de filmació més lleuger i abaratir els costos de la pel·lícula i el seu processat.

## Birt Acres[1]

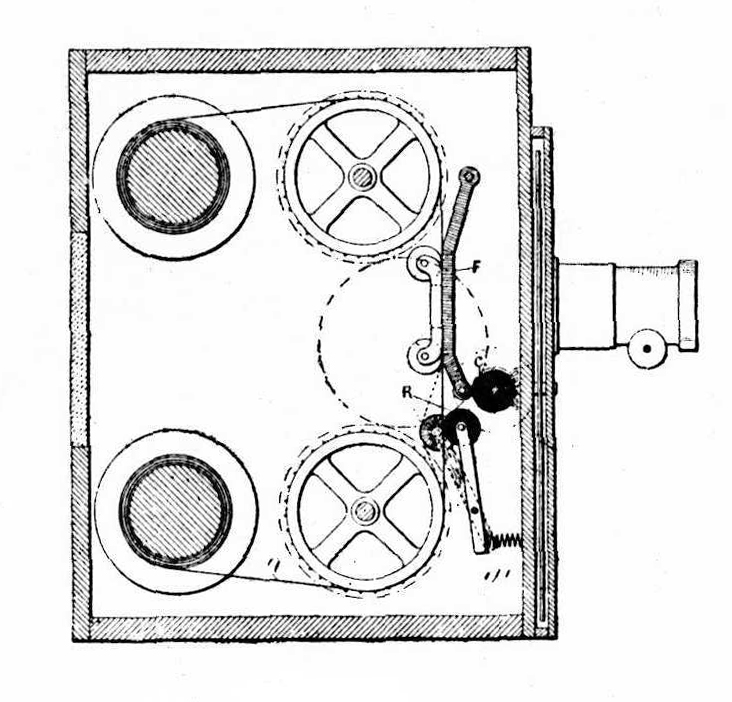
Quinetoscopi d'Acres de 1895

El 17,5 mm aparèixer al Regne Unit de la mà del pioner anglès de la cinematografia Birt Acres, cap a 1898. De la mà d'aquest fotògraf es van filmar el 1895 les primeres pel·lícules angleses. La seva relació amb el cinema va ser arran que el fabricant Robert W. Paul el truqués perquè l'ajudés a fabricar una filmadora. Aquest fabricant d'instruments elèctrics havia piratejat el Quinetoscopi de Thomas Alva Edison, després d'assegurar-se que no estava patentat al Regne Unit. Arran d'aquí, Birt Acres es va dedicar a perfeccionar la captació d'imatges en moviment i la seva projecció. I, a finals de 1898, va presentar la seva càmera-projector a la qual va anomenar "Birtac", de mida lleugera gràcies a emprar una pel·lícula d'ample reduït. La pel·lícula tenia dos perforacions per fotograma en un sol lateral.
La Birtac no va tenir gaire èxit, a diferència de la Biokam d'Alfred Wrench i Alfred Darling que van presentar aquell mateix any amb una pel·lícula de la mateixa amplada, però amb una sola perforació central. L'any següent, també al Regne Unit, apareix "La Petite" de Hughes, la pel·lícula de la qual també té una sola perforació central per fotograma.
El pas de 17,5 mm no és més que l'evolució lògica de l'estàndard proposat per al seu Quinetoscopi per Thomas A. Edison. Amb el temps, les cases fabricants de pel·lícula més importants, com la Pathé Frères o la Eastman Kodak, varen desestimar aquest ample. La raó va ser la por que algun fabricant es dediqués a dividir en dos estocs de pel·lícula de 35 mm, que en aquella època estaven fetes amb base de nitrat. Així doncs, a principis de la dècada dels 30, la Pathé Frères va proposar el 9,5 mm, o el 28 mm, i la Eastman Kodak el 16 mm.

## Ernemann
El 1902 a Dresden, l'alemany Ernemann A. G. fabrica un aparell cinematogràfic anomenat "Kino", que com tots els de l'època són càmera i projector alhora. Aquest aparell amb pel·lícula de 17,5 mm de perforació central va tenir un cert èxit, i successives millores el van portar fins als Estats Units. Va ser allà, el 1905, on les millores de la mà d'E. J. Rector el van portar a ser fabricat en sèrie. Va ser batejat com Ikonogaph. També a Alemanya, va aparèixer un altre aparell cinematogràfic per aquest ample de la mà de Kretschmar.

## Sinemat
Als Estats Units varen aparèixer tres formats per al 17,5 mm. El 1915, la Sinemat Motion Picture Machine presenta la seva càmera amb pel·lícula d'una sola perforació en un sol costat. El 1917, la Movette Corporation of Rochester presenta un aparell que fa servir una pel·lícula amb 4 perforacions, 2 a cada costat. I el 1918, la Wilart Instrument Co de New Rochelle presenta el seu aparell anomenat Actograph.

## Duoscope
Apareix a Londres el 1912 l'aparell anomenat Duoscope, per pel·lícula de 17,5 mm que té la particularitat de tenir dues perforacions contigües centrals, entre fotogrames. I similar format de pel·lícula era la que feia servir la càmera anomenada Clou, que va aparèixer el 1920 a Àustria.

## Pathé Rural[2]
A França, el 1926 la societat Pathé Frères presenta el Pathé Rural. La pel·lícula tenia dues perforacions, una a cada costat en la línia de separació de fotogrames. És el format de 17,5 mm que major èxit i difusió va tenir. Es va fer amb un cert aire altruista per difondre pel·lícula per instruir el poble francès. El sistema es va presentar a Anglaterra amb èxit. Va aparèixer el 1932 pel·lícula amb banda de so òptic, la qual es va incorporar a base d'eliminar la línia de perforacions d'un costat.